# Enigmaticolus desbruyeresi
Enigmaticolus desbruyeresi is een slakkensoort uit de familie van de Buccinidae. De wetenschappelijke naam van de soort is voor het eerst geldig gepubliceerd in 1993 door Okutani & Ohta.